# Listă de scriitori de limbă germană/M
| Vezi: Ma- Mam Man- Mar Mas- Maz Me- Mem Men- Mez Mi Mo- Mom Mon- Mr Mu- Mum Mun- My |

## Ma - Mam
- Paul Maar (n. 1937)
- Eva Maaser (n. 1948)
- Edgar Maass (1896–1964)
- Joachim Maass (1901–1972)
- Carl Georg von Maassen (1880–1940)
- Hanns Maaßen (1908–1983)
- Dorothea Macheiner (n. 1943)
- John Henry Mackay (1864–1933)
- Friedrich Wilhelm Mader (1866–1945)
- Helmut Mader (1932–1977)
- Alfred Maderno (1886–1960)
- Wolfgang Madjera (1868–1926)
- Hans Roger Madol, de fapt Gerhard Salomon (1903–1956)
- Werner Mägdefrau (n. 1931)
- Rudolf Friedrich Heinrich Magenau (1767–1846)
- Kristof Magnusson (n. 1976)
- Albert Mähl (1893–1970)
- Renate Mahlberg (n. 1949)
- Franz Mahlke (1885–?)
- Selma Mahlknecht (n. 1979)
- Siegfried August Mahlmann (1771–1826)
- Josef Mahlmeister (n. 1959)
- Christian Mähr (n. 1952)
- C. S. Mahrendorff (n. 1963)
- Andreas Maier (1967)
- Herbert Mailänder (1924–1953)
- Peter Maiwald (1946–2008)
- Matthias Mala (n. 1950)
- Hans Joachim Malberg (1896–1979)
- Sepp Mall (n. 1955)
- Lore Mallachow (1894–1973)
- Max von Mallinckrodt (1873-1944)
- Karl Malß (1792–1848)
- Gotthilf August von Maltitz (1794–1837)

## Man - Mar
- Andreas Mand (n. 1959)
- Matthias Mander (n. 1933)
- Cornelia Manikowsky (n. 1961)
- Erika Mann (1905–1969)
- Frido Mann (n. 1940)
- Golo Mann (1909–1994)
- Heinrich Mann (1871–1950)
- Klaus Mann (1906–1949)
- Monika Mann (1910–1992)
- Thomas Mann (1875–1955)
- Viktor Mann (1890–1949)
- Beatrix Mannel (n. 1961)
- Johann Christoph Männling (1658–1723)
- Karl von Manteuffel, pseudonim Zoege-Katzdangen (1872–?)
- Peter Zoege von Manteuffel (1866–1914)
- Niklaus Manuel (ca. 1484–1530)
- Mattis Manzel (n. 1960)
- Hans Marchwitza (1890–1965)
- Hermann Marggraff (1809–1864)
- Elisabeth Mardorf (n. 1950)
- Peter Marginter (1934–2008)
- Alfred Margul-Sperber (1898–1967)
- Antonia Mark (1871–1938)
- Karl von Marinelli (1745–1803)
- Josef Marlin (1824–1849)
- E. Marlitt (1825–1887)
- Rolf Frieder Marmont (n. 1944)
- Monika Maron (n. 1941)
- Paul Jacob Marperger (1656–1730)
- Axel Marquardt (n. 1943)
- Alfred Marquart (n. 1945)
- Michael Marrak (n. 1965)
- Josef Marschall (1905–1966)
- Lu Märten, de fapt Luise Charlotte (1879–1970)
- Kurt Martens (1870–1945)
- Ulrike Mara (n. 1946)
- Fritz Marti (1866–1914)
- Hugo Marti (1893–1937)
- Kurt Marti (n. 1921)
- Hansjörg Martin (1920–1999)
- Karl Franz Martini (1866–1918)
- Jenö Marton (1905–1958)
- Roland Marwitz (1896–1961)
- Hilde Marx (1911–1986)

## Mas - Maz
- Joachim Masannek (n. 1960)
- Konrad Maß (1867–1950)
- Hans Ferdinand Maßmann (1797–1874)
- Hermann Masser (n. 1956)
- Emilie Mataja (1855–1938)
- Ludwig Mathar (1882–1958)
- Jörg Matheis (n. 1970)
- Max Matheis (1894–1984)
- Anton Matosch (1851–1918)
- Hisako Matsubara (n. 1935)
- Margarete Matthes (1877–1904)
- Frank-Wolf Matthies (n. 1951)
- Horst Matthies (n. 1939)
- Kurt Matthies (1901–1984)
- Wilhelm Matthießen (1891–1965)
- Friedrich von Matthisson (1761–1831)
- Alfred Matusche (1909–1973)
- Franz Matzak (1886–1982)
- Johann Andreas Mauersberger (1649–1693)
- Christian Maurer (n. 1939)
- Georg Maurer (1907–1971)
- Herbert Maurer (n. 1965)
- Manfred Maurer (1958–1998)
- Zenta Mauriņa (1897–1978)
- Isaak Maus (1748–1833)
- Jörg Mauthe (1924–1986)
- Fritz Mauthner (1849–1923)
- Karl Mävers (1865–1944)
- Andreas May (1817–1899)
- Ferdinand May (1896–1977)
- Karl May (1842–1912)
- Marius von Mayenburg (n. 1972)
- Ruth von Mayenburg (1907–1993)
- Doris Mayer (n. 1958)
- Erich August Mayer (1894–1945)
- Hans Mayer (1907–2001)
- Karl Adolf Mayer (1889–1957)
- Theodor Heinrich Mayer (1884–1949)
- Walter Mayer (1903–1994)
- Wilhelm Mayer (1863–1925)
- Anja Mayer-Bergwald (1852–1935)
- Lene Mayer-Skumanz (n. 1939)
- Friederike Mayröcker (n. 1924)

## Me - Mem
- Karl Benno von Mechow (1897–1960)
- Franz Mechsner (n. 1953)
- Angelika Mechtel (1943–2000)
- Hartmut Mechtel (n. 1949)
- Mechthild von Magdeburg (1210?–1282/94?)
- Walter Meckauer (1889–1966)
- Christoph Meckel (n. 1935)
- Eberhard Meckel (1907–1969)
- Joseph Medelsky
- Selma Meerbaum-Eisinger (1924–1942)
- Henriette von Meerheimb, de fapt Margarete Gräfin von Bünau (1852–1932)
- Nikola Anne Mehlhorn (n. 1967)
- Walter Mehring (1896–1981)
- Joachim Meichel (1590?–1637)
- Dieter Meichsner (n. 1928)
- Inge Meidinger-Geise (1923–2007)
- Ludwig Meidner (1884–1966)
- Niklaus Meienberg (1940–1993)
- Emerenz Meier (1874–1928)
- Gerhard Meier (n. 1917)
- Heinrich Christian Meier (1905–1987)
- Helen Meier (n. 1929)
- Herbert Meier (n. 1928)
- Joachim Meier (1661–1732)
- Willi Meinck (1914–1993)
- Thomas Meinecke (n. 1955)
- Helmar Meinel (n. 1928)
- Philip Meinhold (n. 1971)
- Wilhelm Meinhold (1797–1851)
- Grete Meisel-Heß (1879–1922)
- Samuel Meisels (1877–1938)
- Alfred Meißner (1822–1885)
- Leopold Florian Meißner (1835–1895)
- Tobias O. Meissner (1967)
- Else Meister (1912-2005)
- Ernst Meister (1911–1979)
- Friedrich Meister (1848–1918)
- Otto Meixner (1874–1934)
- Paul Melissus, de fapt Schede (1539–1602)
- Max Mell (1882–1971)
- Fritz Hendrick Melle (n. 1960)
- Thomas Melle (n. 1975)

## Men - Mez
- Eva Menasse (n. 1970)
- Robert Menasse (n. 1954)
- Moses Mendelssohn (1729–1786)
- Wolfgang Menge (n. 1924)
- Franz Norbert Mennemeier (n. 1924)
- Felix Mennen (n. 1971)
- Ella Mensch (1859–1935)
- Gottlieb Mensch (1819–1889)
- Hermann Mensch (1831–1914)
- Steffen Mensching (n. 1958)
- Kolja Mensing (n. 1971)
- Maria Menz (1903–1996)
- Gerhard Menzel (1894–1966)
- Gerhard W. Menzel (1922–1980)
- Herybert Menzel (1906–1945)
- Roderich Menzel (1907–1987)
- Viktor Menzel (1865–?)
- Wilhelm Menzel (1898–1980)
- Wolfgang Menzel (1798–1873)
- Stefanie Menzinger (n. 1965)
- Johann Heinrich Merck (1741–1791)
- Sophie Mereau (1770–1806)
- Svende Merian (n. 1955)
- Andreas Merkel (n. 1970)
- Garlieb Helwig Merkel (1769–1850)
- Inge Merkel (1922–2006)
- Rainer Merkel (n. 1964)
- Emil Merker (1888–1972)
- Carl Merz (1906–1979)
- Klaus Merz (n. 1945)
- Konrad Merz (1908–1999)
- Adolf Meschendörfer (1877–1963)
- Max Messer (1875–1930)
- Janko Messner (n. 1921)
- Clemens Mettler (n. 1936)
- Martina Mettner (n. 1956)
- Kai Metzger (n. 1960)
- Alfred Richard Meyer, pseudonim Munkepunke (1882–1956)
- Clemens Meyer (n. 1977)
- Conrad Ferdinand Meyer (1825–1898)
- Detlev Meyer (1948–1999)
- E. Y. Meyer, de fapt Peter Meyer (n. 1946)
- Friedrich Meyer (1912–1975)
- Friedrich Ludwig Wilhelm Meyer (1759–1840)
- Gustav Friedrich Meyer (1878–1945)
- Hansgeorg Meyer (1930–1991)
- Helmut Meyer (1904–1983)
- Johann Meyer (1829–1904)
- Kai Meyer (n. 1969)
- Olga Meyer, de fapt Olga Blumenfeld-Meyer (1889–1972)
- Theo Meyer (1932–2007)
- Curt Meyer-Clason (n. 1910)
- Inge Meyer-Dietrich (n. 1944)
- Viktor Meyer-Eckhardt (1889–1952)
- Elsbeth Meyer-Förster (1868–1902)
- Wilhelm Meyer-Förster (1862–1934)
- Hans Meyer-Hörstgen (n. 1948)
- Walter Meyerhoff (1890–1977)
- Fritz Meyer-Scharffenberg, de fapt Fritz Meyer (1912–1975)
- Benno Meyer-Wehlack (n. 1928)
- Johann Matthäus Meyfart (1590–1642)
- Elisabeth Meylan (n. 1937)
- Melchior Meyr (1810–1872)
- Gustav Meyrink, de fapt Gustav Meyer (1868–1932)
- Malwida von Meysenbug (1816–1903)

## Mi
- Johann Benjamin Michaelis (1746–1772)
- Detlef Michel (n. 1944)
- Karl Markus Michel (1929–2000)
- Robert Michel (1876–1957)
- Wilhelm Michel (1877–1942)
- Tilde Michels (n. 1920)
- Hans Günter Michelsen (1920–1994)
- Karl Wilhelm Michler (1863–1932)
- Francesco Micieli (n. 1956)
- Karl Mickel (1935–2000)
- Christoph von Mickwitz (1850–1924)
- Klaus Middendorf (n. 1944)
- Agnes Miegel (1879–1964)
- Ulf Miehe (1940–1989 )
- Fritz Mielert (1879–1947)
- Thomas R. P. Mielke (n. 1940)
- Käthe Miethe (1893–1961)
- Helmuth Miethke (1897–?)
- Helene Migerka (1867–1928)
- Jo Mihaly (1902–1989)
- Johann Christian Mikan (1769–1844)
- Edith Mikeleitis, pseudonim Edzard Schumann (1905–1964)
- Max von Millenkovich (1866–1945)
- Alice Miller (n. 1923)
- Arthur Maximilian Miller (1901–1992)
- Gottlob Dietrich Miller (1753–1822)
- Johann Martin Miller (1750–1814)
- Susanne Miller (1915–2008)
- Hanno Millesi (n. 1966)
- Johannes Minckwitz (1812–1885)
- Berte Eve Minden
- Albert Minder (1879–1965)
- Kurt Mirau (1889–?)
- Robert Misch (1860–1929)
- Lydia Mischkulnig (n. 1963)
- Susanne Mischke (n. 1960)
- Josef Misson (1803–1875)
- Ali Mitgutsch, de fapt Alfons Mitgutsch (n. 1935)
- Waltraud Anna Mitgutsch (n. 1948)
- Alexander Mitscherlich (1908–1982)
- Margarete Mitscherlich (n. 1917)
- Melitta Mitscherlich (1906–1992)
- Thomas Mitscherlich (1942–1998)
- Fritz Mittelmann (1886–1932)
- Erika Mitterer (1906–2001)
- Felix Mitterer (n. 1948)
- Johann Sebastian Mitternacht (1590–1642)

## Mo - Mom
- Rudolf Moche (1873–1965)
- Wolfgang Mock (n. 1949)
- Klaus Möckel (n. 1934)
- Klaus Modick (n. 1951)
- Jörg Modlmayr (1905–1968)
- Georg Moenius (1890–1953)
- Hermann Moers (n. 1930)
- Walter Moers (n. 1957)
- Felix Moeschlin (1882–1969)
- Sudabeh Mohafez (n. 1963)
- Franz Karl Mohr (1887–1965)
- Georg Mohr (1870–1928)
- Max Mohr (1891–1937)
- Peter Mohr (1777–1825)
- Paul Möhring (1890–1976)
- Irene Mokka (1915–1973)
- Ernst Molden (scriitor) (n. 1967)
- Wilhelm Molitor (1819–1880)
- Eberhard Wolfgang Möller (1906–1972)
- Karl von Möller (1886–1943)
- Klaus Möller (n. 1952)
- Marx Möller (1868–1921)
- Balduin Möllhausen (1825–1905)
- Johann Moller (1661–1725)
- Erika Molny (1932–1990)
- Walter von Molo (1880–1958)
- Alfred Mombert (1872–1942)

## Mon - Mr
- Franz Mon, de fapt Franz Löffelholz (n. 1926)
- Maria Mönch-Tegeder (1903–1980)
- Regine Mönkemeier (n. 1938)
- Libuše Moníková (1945–1998)
- Roger Monnerat (n. 1949)
- Andreas Montag (n. 1956)
- Martin Montanus (după 1530–după 1566)
- Petra Mönter (n. 1962)
- Christa Moog (n. 1952)
- Paul Moor (n. 1924)
- Josefine Moos (1869–1967)
- Johanna Moosdorf (1911–2000)
- Beate Morgenstern (n. 1946)
- Christian Morgenstern (1871–1914)
- Irmtraud Morgner (1933–1990)
- Daniel Georg Morhof (1639–1691)
- Eduard Mörike (1804–1875)
- Richard Möring (1894–1974)
- Karl Philipp Moritz (1756–1793)
- Petra Morsbach (n. 1956)
- Bodo Morshäuser (n. 1953)
- Wolfgang Mörth (n. 1958)
- Ernst Morwitz (1887-1971)
- Johann Michael Moscherosch (1601–1669)
- Martin Mosebach (n. 1951)
- Julius Mosen, de fapt Julius Moses (1803–1867)
- Salomon Hermann Mosenthal (1821–1877)
- Albert Möser (1835–1900)
- Annemarie E. Moser (n. 1941)
- Emil Moser (1901–1983)
- Gustav von Moser (1825–1903)
- Erich Mosse (1891-1963), pseudonim Paul Flamm
- Johann Joseph Most (1846–1906)
- Gerhart Herrmann Mostar, de fapt Gerhart Herrmann (1901–1973)
- Mahesh Motiramani (1954–2008)
- Hussain al-Mozany (n. 1954)
- Karl Norbert Mrasek (1892–1985)

## Mu - Mum
- Hans Much (1880–1932)
- Dieter Mucke (n. 1936)
- Ernst Muellenbach (1862–1901)
- Harald Mueller (n. 1934)
- Theodor Mügge (1806–1861)
- Karl Otto Mühl (n. 1923)
- Helene von Mühlau, de fapt Hedwig (1874–1923)
- Luise Mühlbach (1814–1873)
- Josef Mühlberger (1903–1985)
- Fritz Mühlenweg (1898–1961)
- Hans Mühlestein (1887–1969)
- Adalbert Muhr (1896–1977)
- Caroline Muhr (1925–1978)
- Doris Mühringer (1920–2009)
- Erich Mühsam (1878–1934)
- Adam Heinrich Müller (1779–1829)
- Alexander von Müller (1882–1964)
- Amei-Angelika Müller (1930–2007)
- Anton Müller, pseudonim Bruder Willram (1870–1939)
- Armin Müller (1928–2005)
- Arthur Müller (ca. 1823–1873)
- Artur Müller (1909–1987)
- Baal Müller (n. 1969)
- Christiane Müller (n. 1963)
- Clara Müller(-Jahnke) (1860–1905)
- Friedrich Müller (pseudonim Maler Müller) (1749–1825)
- Hans Müller (1882–1950)
- Heiner Müller (1929–1995)
- Herta Müller (n. 1953)
- Horst Müller (1923-2005)
- Inge Müller (1925–1966)
- Johann Gottwerth Müller (pseudonim Müller von Itzehoe) (1742–1828)
- Johann Heinrich Friedrich Müller (1738–1815)
- Karl Christian Müller (1900–1975)
- Klara Müller (1814–1873)
- Olaf Müller (n. 1962)
- Otto Müller (1816–1894)
- Paul Alfred Müller, pseudonime Lok Myler, Freder van Holk (1901–1970)
- Raimund Müller (1873–1916)
- Richard Müller (poet) (1861–1924)
- Robert Müller (1887–1924)
- Wenzel Müller (1767–1835)
- Wilhelm Müller (pseudonim Griechen-Müller) (1794–1827)
- Wolfgang Müller von Königswinter (1816–1873)
- Hans Müller-Einigen, de fapt Hans Müller (1882–1950)
- Alfred Müller-Felsenburg (1926–2007)
- Maria Müller-Gögler (1900–1987)
- Martha Müller-Grählert (1876–1939)
- Adam Müller-Guttenbrunn (1852–1923)
- Herbert Müller-Guttenbrunn (1887–1945)
- Erika Müller-Hennig (1908–?)
- Maria Müller-Indra (1899–1992)
- Fritz Müller-Partenkirchen (1875–1942)
- Wilhelm Müller-Rüdersdorf (1889–1945)
- Hans Müller-Schlösser (1884–1956)
- Robert Müller-Sternberg (1916–1994)
- Birgit Müller-Wieland (n. 1962)
- Adolf Müllner (1774–1829)
- Sibylle Mulot (n. 1950)
- Hermann Multhaupt (n. 1937)
- Hubert Mumelter (1896–1981)
- Gerhard Mumelter (n. 1947)

## Mun - My
- Jutta Mülich (n. 1953)
- Ernst Hermann Münch (1798–1841)
- Paul Münch (1879–1951)
- Wilhelm Münch (1843–1912)
- Börries Freiherr von Münchhausen (1874–1945)
- Karl Friedrich Hieronymus von Münchhausen (1720–1797)
- Theodor Mundt (1808–1861)
- Karl Mundstock (n. 1915)
- Ernst Moritz Mungenast (1898–1964)
- Mia Munier-Wroblewska, de fapt Mia Munier (1882–1965)
- Philipp Munk (1892–1981)
- Kurt Müno (1902–1941)
- Hanns Otto Münsterer (1900–1974)
- Kurt Münzer (1879–1944)
- Andreas Münzner (n. 1967)
- Thomas Murner (1475–1536)
- Johannes Muron, de fapt Gustav Keckeis (1884–1967)
- Johann Karl August Musäus (1735–1787)
- Adolf Muschg (n. 1934)
- Elsa Muschg (1899–1976)
- Reinhold Conrad Muschler (1882–1957)
- Robert Musil (1880–1942)
- Wilhelm Muster (1916–1994)
- Marie Muthreich (1884-1961)
- Christlob Mylius (1722–1754)
- Otfried Mylius, de fapt Karl Müller